# Midnight Movies
Midnight Movies es un grupo de indie-rock formado en Los Ángeles (California) en 2002. Compuesto por Gena Olivier (voz y percusión), Larry Schemel (guitarra) y Jason Hammons (teclado y guitarra), este grupo trío pronto empezó a producir un sonido personal y con estilo. Se convirtieron en representantes de la escena musical de Los Ángeles en un año, y fueron nominados como Mejor Nuevo Artista en los premios L.A. Weekly Music Awards en mayo de 2003.
Justo cuando publicaron su EP de seis canciones producido por ellos mismos, Midnight Movies recibieron otra nominación para Mejor Grupo de Pop/Rock en la primavera de 2004. Su primer disco de estudio (con el mismo nombre de la banda) fue publicado el siguiente agosto. Y volvieron a publicar otro disco en 2007: Lion the Girl, en el que trabajaron con Ryan Wood como nuevo bajista y la batería Sandra Vu, con Olivier de voz y teclado. El productor de este disco fue Steve Fisk (que ya había trabajado con grupos como Nirvana o Soundgarden).

## Componentes
Miembros actuales
- Gena Olivier – Cantante principal, Órgano, Percusión
- Larry Schemel – Guitarra
- Sandra Vu – Batería, Flauta, Voz, Teclado
- Ryan Wood – Bajo, Teclados, Guitarra

Miembros pasados
- Jason Hammons – Teclados, Guitarra

## Discografía

### Álbumes
- 2004: Midnight Movies (Rykodisc)
- 2007: Lion The Girl (New Line Records)

### EP
- 2003: Strange Design EP (Leftwing Recordings)
- 2008: Nights EP (New Line Records)

### Singles
- 2004: Mirage (Rykodisc)
- 2004: Persimmon Tree (Rykodisc)
- 2006: Patient Eye (New Line Records)

- Datos: Q3857070